# Providence Bruins
Los Providence Bruins son un equipo profesional de hockey sobre hielo de la American Hockey League. 

## Los jugadores actuales

### Porteros
- Dany Sabourin

- Kevin Regan

### Defensor
- Andrew Bodnarchuk

- Steven Kampfer

- Jeff Penner

- Andy Wozniewski

- Jared Ross

- Alain Goulet

- Jody Pederson

- Andy McQuaid

- Cody Wild

- Drew Fata

### Atacantes
- Mikko Lehtonen

- Zach Hamill

- Drew Larman

- Jamie Arniel

- Kirk MacDonald

- Guillaume Lefevbre

- Maxime Sauve

- Jeff LoVecchio

- Levi Nelson

- Lane MacDermid

- Jordan Knackstedt

## Récord de Franquicia
- Goles: 41 Tim Sweeney (1992-93)
- Asistencias: 74 Randy Robitaille (1998-99)
- Puntos: 102 Randy Robitaille (1998-99)
- Pena de Actas: 407 Aaron Downey (1997-98)
- Promedio de goles recibidos: 1,84 Tim Thomas (2003-04)
- Porcentaje Ahorro: 94,1% Tim Thomas (2003-04)

## Todas las temporadas
- Goles: 101 Andy Hilbert
- Asistencias: 109 Andy Hilbert
- Puntos: 210 Andy Hilbert
- Pena de Actas: 1055 Aaron Downey
- Guardian victoria: 67 John Grahame
- Blanqueadas: 10 Tim Thomas
- La Mayoría de partidos jugados: 278 Jay Henderson

- Datos: Q1442862
- Multimedia: Providence Bruins / Q1442862